# Drakaea elastica
Drakaea elastica är en orkidéart som beskrevs av John Lindley. Drakaea elastica ingår i släktet Drakaea och familjen orkidéer. Inga underarter finns listade i Catalogue of Life.

## Bildgalleri

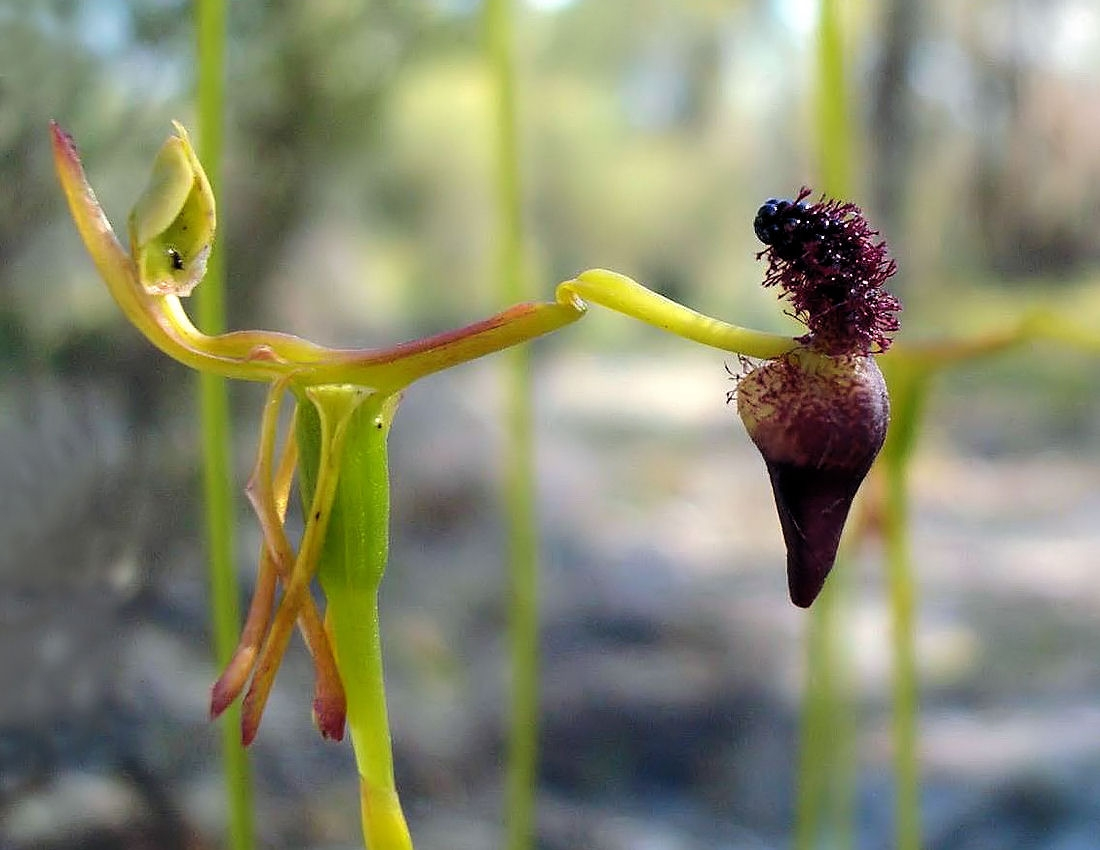
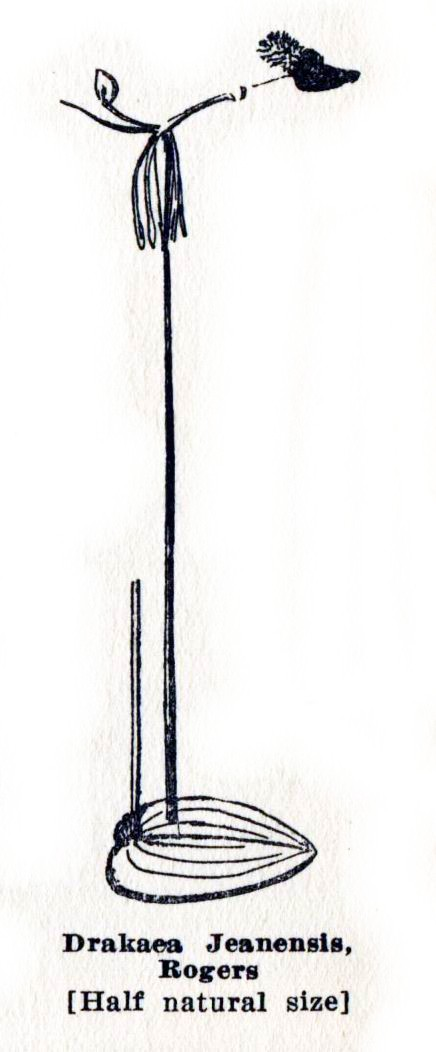
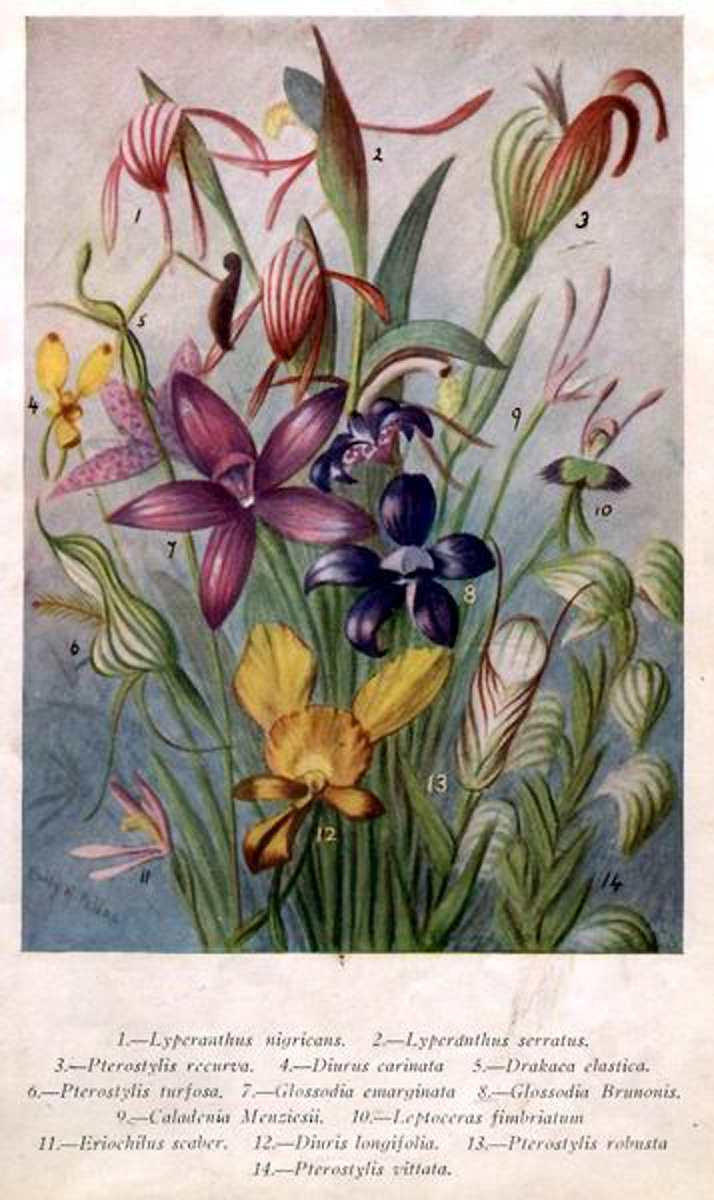